# Media (fonetica)
In linguistica storica si definivano medie le occlusive sonore non aspirate del greco, del sanscrito e dell'indoeuropeo ricostruito. Nell'ambiente germanofono e nelle grammatiche normative del greco classico ancora resiste questa terminologia.
Esse sono: [b], [d], [ɡ] (indoeuropeo anche *[ɡʷ])
Si contrappongono alle tenui (occlusive sorde) e -là dove vi sia questo terzo modo di articolazione- alle aspirate (medie aspirate in sanscrito, tenui aspirate in greco).
Le medie sono conservate come occlusive sonore in quasi tutte le lingue indoeuropee. Nelle lingue germaniche, in seguito alla legge di Grimm si trasformano in tenui.